# Medvědí hora (Wysoki Jesionik)
Medvědí hora (historyczna nazwa niem. Bärenherd, cz. Medvězí) – szczyt (góra) o wysokości 1164 m n.p.m. (podawana jest też wysokość 1159 m n.p.m. , 1159,8 m n.p.m., 1160 m n.p.m.  lub 1162,2 m n.p.m. ) w paśmie górskim Wysokiego Jesionika (cz. Hrubý Jeseník), w północno-wschodnich Czechach, w Sudetach Wschodnich, na Morawach, w obrębie gminy Loučná nad Desnou, oddalony o około 6 km na zachód od szczytu góry Pradziad (cz. Praděd). Rozległość szczytu wraz ze stokami (powierzchnia stoków) szacowana jest na około 3,5 km², a średnie nachylenie wszystkich stoków wynosi około 17°.

## Charakterystyka

### Lokalizacja

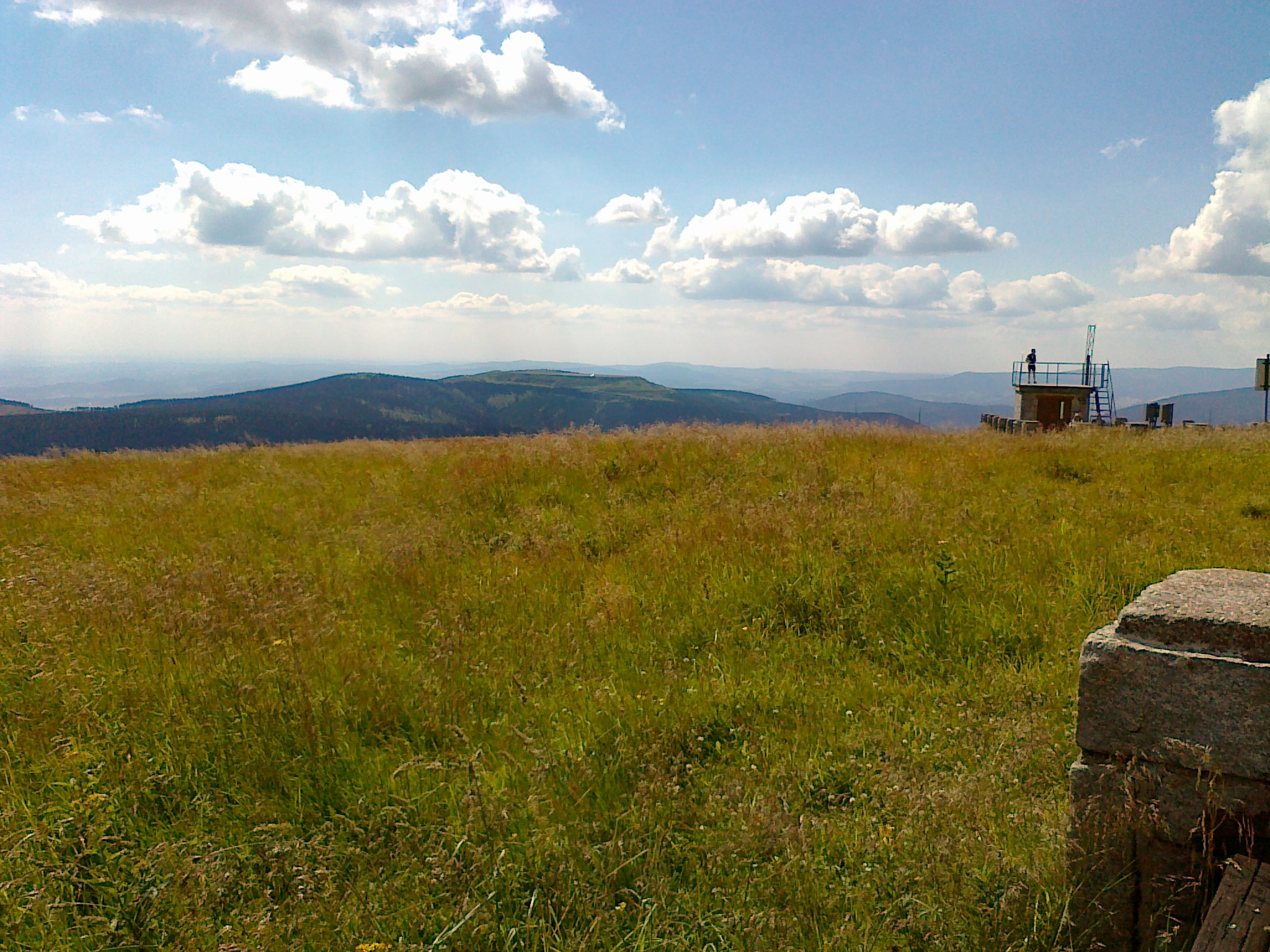
Widok ze szczytu góry Pradziad na góry: Vřesník, Dlouhé stráně (nad nią szczyt Mravenečníka), Kamenec (1) i Medvědí hora (na nią słabo widoczny szczyt góry Ucháč) (2015 rok)

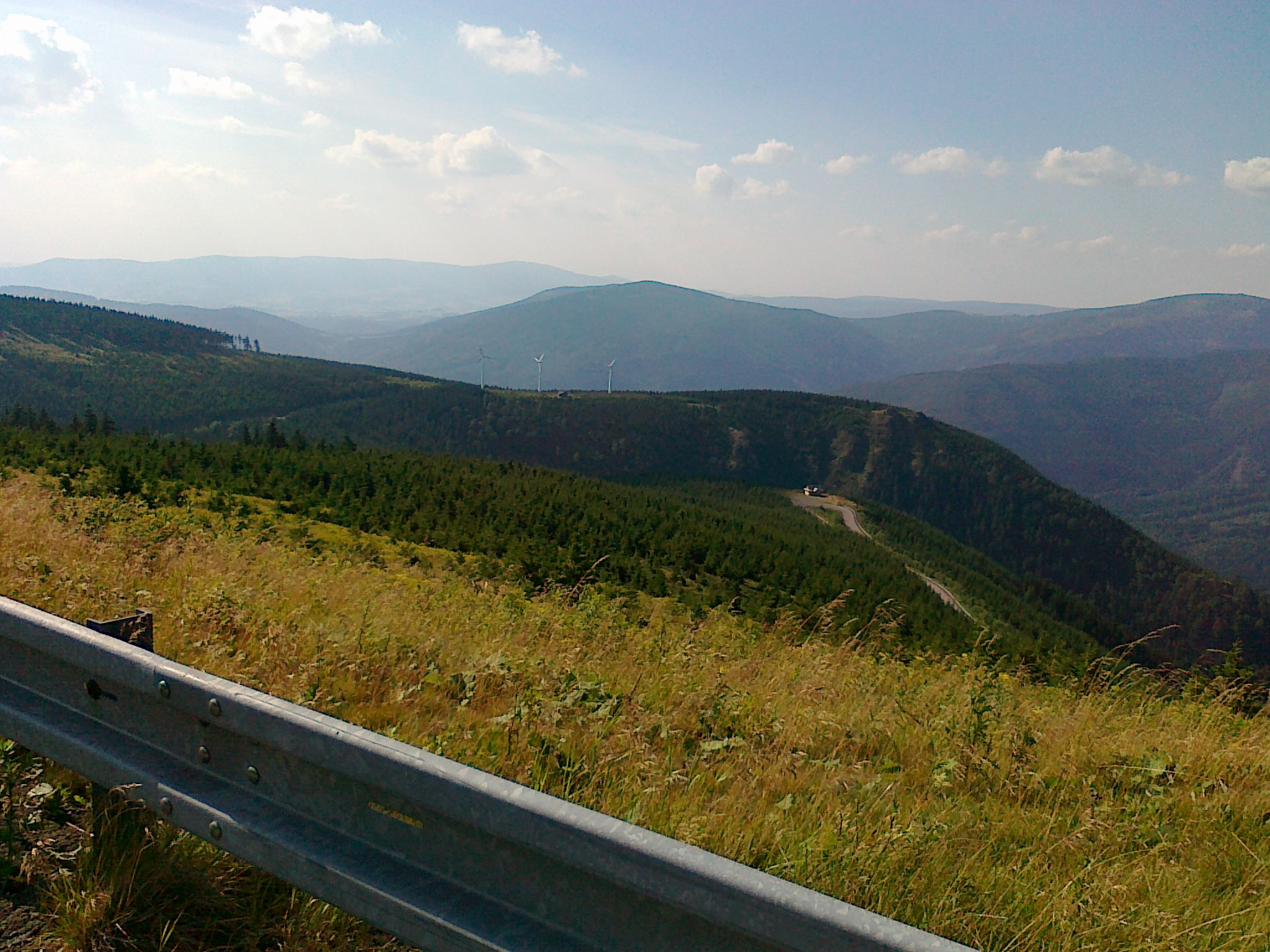
Widok z dolnej drogi wokół wierzchołka góry Dlouhé stráně na szczyty: Kamenec (1) i Medvědí hora, powyżej Černá stráň, Polom i Vozka, poniżej Suchá hora i Šindelná hora–JZ (w dali po lewej szczyty Masywu Śnieżnika) (2012 rok)

Szczyt Medvedí hora położony jest w środkowo-zachodnim rejonie całego pasma Wysokiego Jesionika, leżący w części Wysokiego Jesionika, w północno-zachodnim obszarze (mikroregionu) o nazwie Masyw Pradziada (cz. Pradědská hornatina) oraz usytuowany na odgałęzieniu, biegnącym od bocznego grzbietu Masywu Pradziada, ciągnącym się od góry Hubertka do przełęczy Vlčí sedlo. Z tego powodu jest szczytem niewyraźnym, trudno rozpoznawalnym na tle całego masywu góry Dlouhé stráně. Pewnym elementem pozwalającym zlokalizować szczyt są trzy widoczne wieże – turbiny wiatrowe położone blisko szczytu, wchodzące w skład elektrowni wiatrowej Mravenečník (→ Elektrownia wiatrowa Mravenečník). Szczyt widoczny jest z drogi okalającej połać szczytową góry Pradziad, gdzie wyłania się poniżej linii patrzenia na górę Ucháč. Ponadto bardzo dobrze widoczny z innego charakterystycznego punktu widokowego – z drogi okalającej szczyt góry Dlouhé stráně (widoczny powyżej domku turystycznego Salaš) oraz z niektórych innych miejsc, np. z drogi nr 44 na stoku góry Velký Klínovec.
Szczyt wraz ze stokami ograniczają: od północy dolina rzeki Divoká Desná, od wschodu i południowego wschodu dolina potoku o nazwie Borový potok, od południa przełęcz o wysokości 1160 m n.p.m. w kierunku szczytu Kamenec (1) i dolina potoku Tříramenný potok oraz od zachodu przełęcz o wysokości 913 m n.p.m. w kierunku szczytu Dlouhý vrch. W otoczeniu szczytu Medvědí hora znajdują się następujące szczyty: od wschodu Tupý vrch, od południowego wschodu Dlouhé stráně, od południa Mravenečník, od południowego zachodu Kamenec (1) i Jedlový vrch, od zachodu Skály (2) i Dlouhý vrch, od północnego zachodu Suchá hora, od północy Skalký u Červenohorského sedla–JZ i Skalký u Červenohorského sedla oraz od północnego wschodu Hřbety–JZ i Rysí skála.

### Stoki

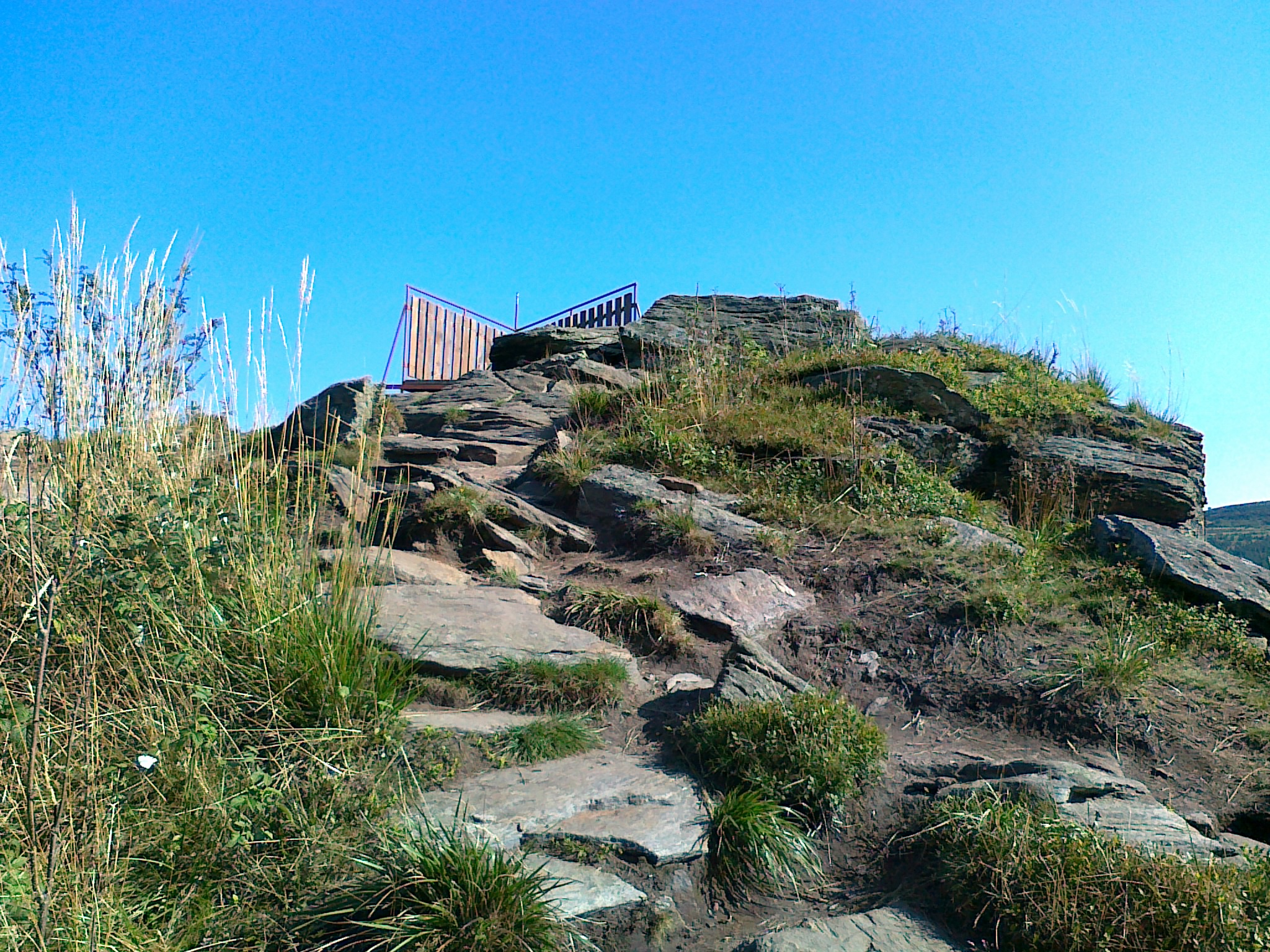
Punkt widokowy na grupie skalnej Rysí skála o nazwie Vyhlídka Rysí skála (2020 rok)

W obrębie szczytu można wyróżnić pięć następujących zasadniczych stoków:
- wschodni
- północno-wschodni
- północny
- północno-zachodni
- zachodni o nazwie U tří potoků

Występują tu wszystkie typy zalesienia: bór świerkowy, las mieszany oraz las liściasty. Górne partie wszystkich stoków w pobliżu połaci szczytowej pokryte są przeważnie borem świerkowym, natomiast w miarę obniżania wysokości przechodzą w las mieszany i laś liściasty. Niemalże  wszystkie stoki charakteryzują się znaczną zmiennością wysokości zalesienia (3–30) m, z występującymi ogołoceniami, przecinkami na  narciarskie trasy zjazdowe i przebieg związanych z nimi wyciągów narciarskich oraz znacznymi polanami. U podnóża stoków północno-wschodniego i północno-zachodniego znajduje się znaczna przecinka na poprowadzoną wzdłuż napowietrzną linię przesyłową prądu o napięciu 400 kV z elektrowni szczytowo-pompowej Dlouhé Stráně. Na stromym stoku wschodnim położona jest grupa skalna o nazwie Skalý Medvědí hory ciągnąca się od szczytu do wysokości około 850 m n.p.m.. Na stoku tym występują również inne grupy skalne m.in. o nazwie Rysí skála oraz pojedyncze skaliska, które występują również na stoku północno-zachodnim. W odległości około 100 m na północny wschód od szczytu przy przystanku turystycznym Medvědí hora (Rysí skála) położone są obok siebie dwie bliźniacze wiaty turystyczne, przy których na grupie skalnej Rysí skála znajduje się punkt widokowy o nazwie (cz. Vyhlídka Rysí skála) z podestem otoczonym z dwóch stron balustradą, z perspektywami m.in. w kierunku góry Pradziad.  
Stoki mają stosunkowo niejednolite, na ogół strome i zróżnicowane nachylenia. Średnie nachylenie stoków waha się bowiem od 10° (stoki zachodnie) do 30° (stok wschodni). Średnie nachylenie wszystkich stoków (średnia ważona nachyleń stoków) wynosi około 17°. Maksymalne średnie nachylenie stoku wschodniego, w pobliżu grupy skalnej na wysokościach około 950 m n.p.m. na odcinku 50 m nie przekracza 55°. U podnóża stoku północno-zachodniego, przy osadzie Kouty nad Desnou przebiega droga krajowa nr 44 Šumperk – Jesionik (cz. Jeseník). Stoki pokryte są siecią dróg na których wytyczono szlaki rowerowe (m.in. Uhlířská cesta) oraz na ogół nieoznakowanych ścieżek i duktów. Przemierzając je zaleca się korzystanie ze szczegółowych map, z uwagi na zawiłości ich przebiegu, zalesienie oraz zorientowanie w terenie. Ponadto na stoku zachodnim wybudowano również wieżę widokową.

#### Wieża widokowa

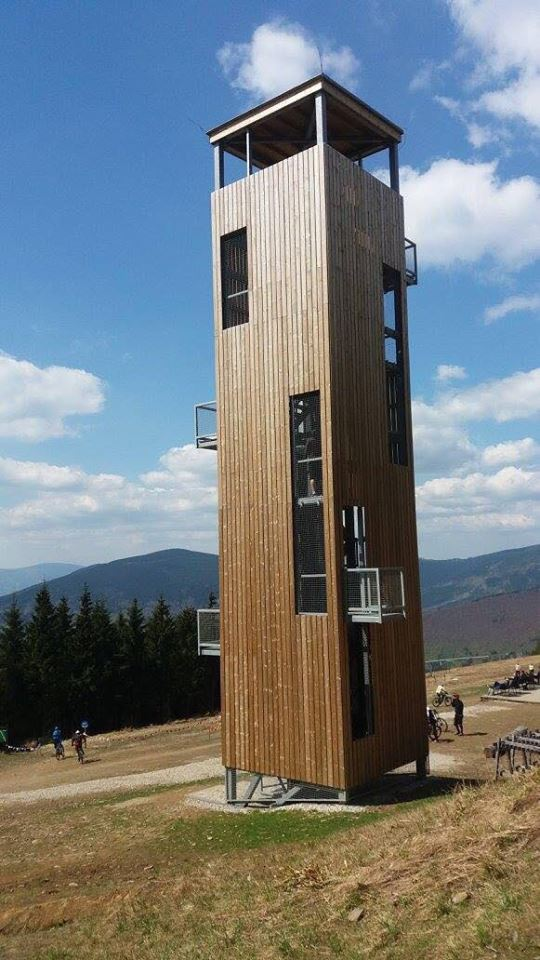
Wieża widokowa Rozhledna u Tetřeví chaty (2018 rok)

W celu podniesienia atrakcyjności górskiego obszaru turystycznego przy miejscowości Loučná nad Desnou, wcześniejszej budowie wyciągu krzesełkowego oraz wytyczeniu ścieżki dydaktycznej NS Rysí skála, przedsiębiorstwo państwowe Lasy Republiki Czeskiej (cz. Lesy ČR) zdecydowało o budowie przy górnej końcowej stacji wyciągu dodatkowo wieży widokowej (cz. Rozhledna u Tetřeví chaty) z infrastrukturą ze środków finansowych tzw. (cz. Programu 2020 – zajištění cílů veřejného zájmu). 
Przetarg na budowę wieży wygrała spółka HORSTAV, s.r.o. z Ołomuńca, zaś zaprojektowała ją spółka A2 architekti, s.r.o., z projektantami, inżynierami  architektami: Davidem Bendą, Robertem Štefką i Janą Stehlíkovą. Wieża obsługiwana jest przez spółkę K3 Sport, s.r.o. z Ołomuńca. 
Wieża położona jest w odległości około 550 m na południowy zachód od szczytu, na wysokości 1095 m n.p.m. oraz w odległości około 50 m od górnej stacji wyciągu krzesełkowego. Została zbudowana w okresie od czerwca do października 2014 roku i oddana do użytku 23 października. Ma kształt prostopadłościanu o wymiarach (4,1 × 4,1 × 18) m oraz szkieletową, stalową konstrukcję nośną i stalowe, wewnętrzne, okrężne schody wokół ścian, zamocowane w betonowym fundamencie. Jest osłonięta przez pionowe listwy drewniane oraz posiada prześwity okienne i balkony widokowe usytuowane na różnych wysokościach niektórych ścian oraz główny podest pod dachem. Wieża może być zamknięta w niekorzystnych warunkach atmosferycznych, takich jak oblodzenie czy burza. Dojazd do niej następuje wyciągiem krzesełkowym z osady Kouty nad Desnou. Z wieży roztaczają się perspektywy w wachlarzu kierunków od zachodnich do północnych (widoczny jest m.in. obszar niektórych szczytów Masywu Keprníka (cz. Keprnická hornatina). Przy wieży na platformie zlokalizowano fast food (cz. Bar u Medvěda) w formie rotundy. Łączny koszt wieży i pobliskich obiektów towarzyszących oraz ich połączeń wyniósł około 8 300 000 CZK (w tym wieży około 2 800 000 CZK).

### Szczyt

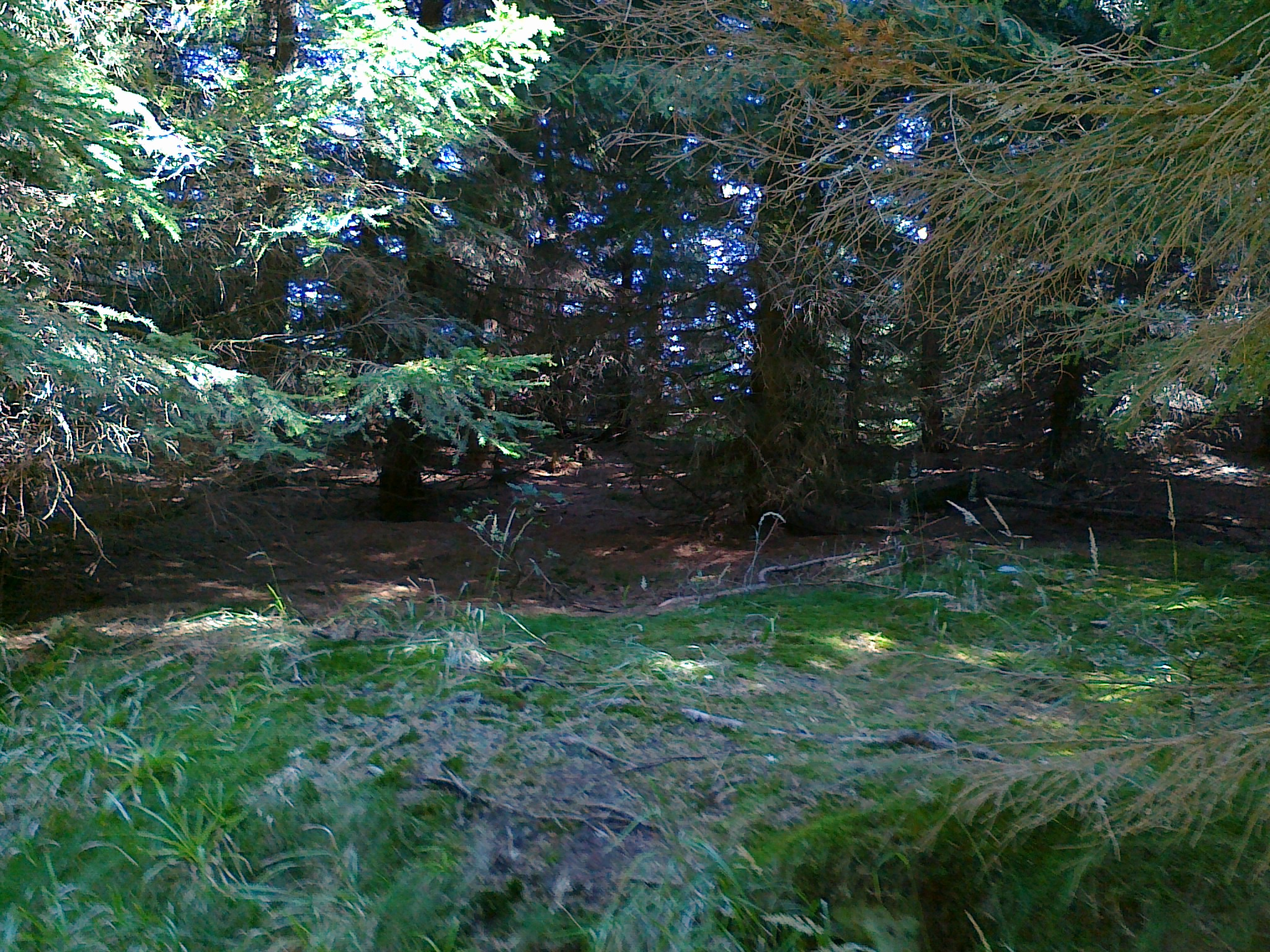
Połać szczytowa Medvědí hora (2020 rok)

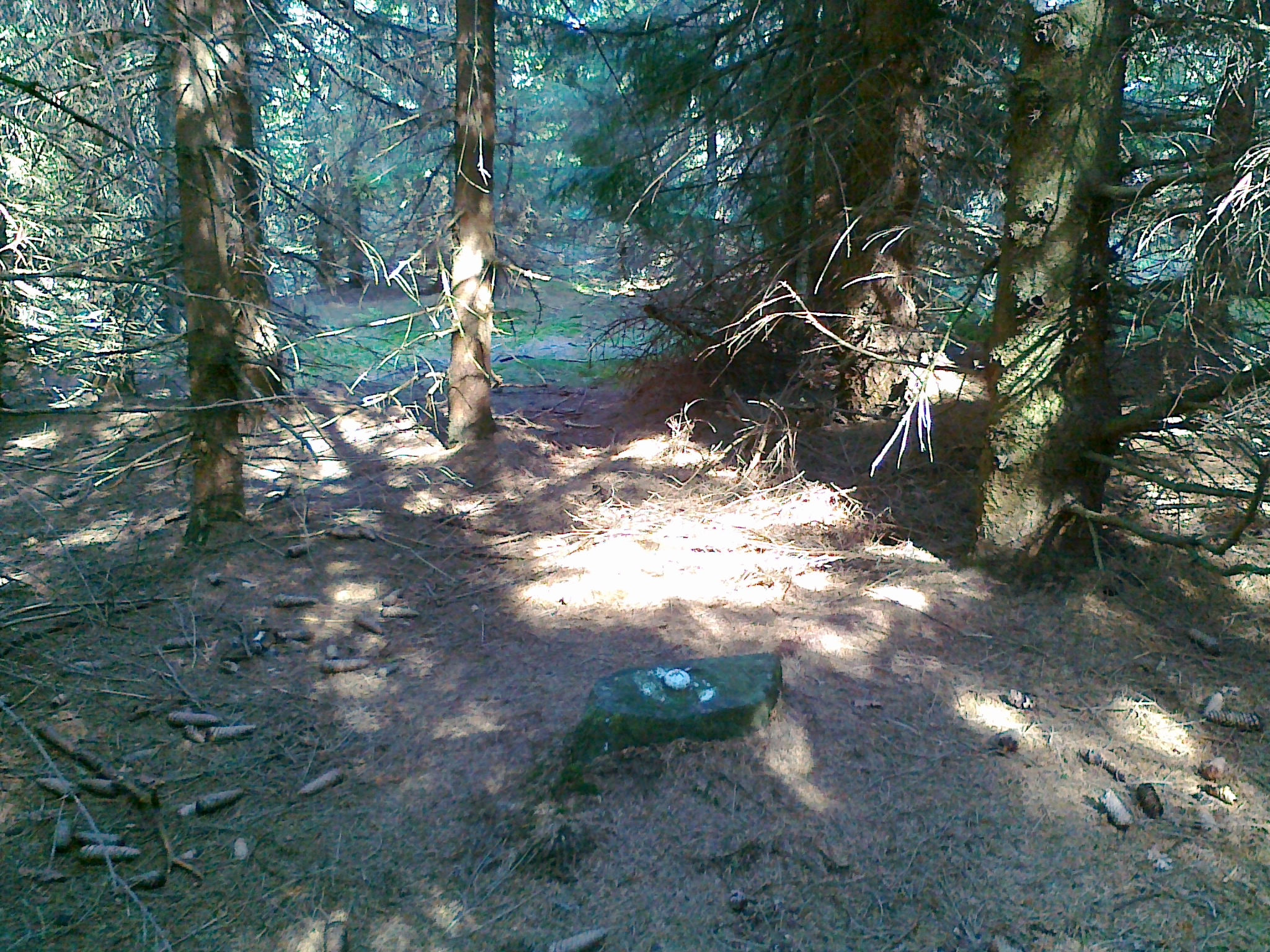
Punkt geodezyjny (reper) na połaci szczytowej Medvědí hora (2020 rok)

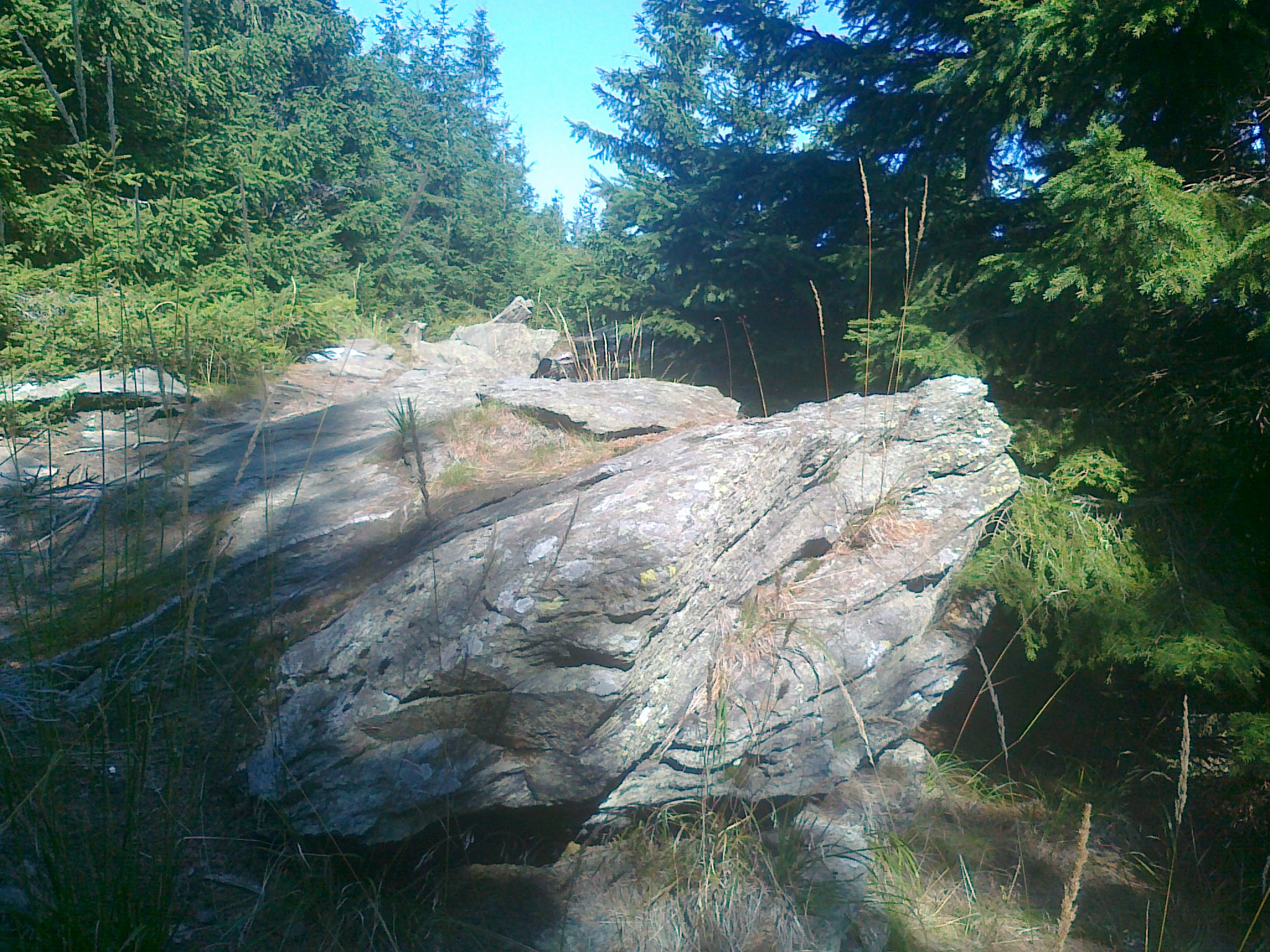
Szczytowa grupa skalna Medvědí hora (2020 rok)

Przez połać szczytową przebiega droga główna na trasie od skrzyżowania turystycznego Tetřeví chata z podaną na tablicy informacyjnej wysokością 1165 m do przystanku turystycznego Medvědí hora (Rysí skála) z podaną na tablicy informacyjnej wysokością 1162 m. Połać szczytowa jest zalesiona borem świerkowym, pokryta trawą wysokogórską. Na połaci szczytowej znajduje się drugorzędny punkt geodezyjny w postaci reperu, oznaczony na mapach geodezyjnych numerem (22.3), o wysokości 1162,20 m n.p.m. oraz współrzędnych geograficznych (50°05′16,06″N 17°08′49,05″E/50,087794 17,146958), oddalony o około 20 m na północny zachód od szczytu. Na szczycie znajduje się grupa skalna, będąca ograniczonym punktem widokowym, z którego roztaczają się ograniczone widoki m.in. w kierunku góry Dlouhé stráně. Państwowy urząd geodezyjny o nazwie (cz. Český úřad zeměměřický a katastrální (CÚZK)) w Pradze podaje jako najwyższy punkt – szczyt – o wysokości 1163,6 m n.p.m. i współrzędnych geograficznych (50°05′15,9″N 17°08′49,8″E/50,087750 17,147167).
Dojście na szczyt następuje wytyczoną zieloną ścieżką dydaktyczną , ze skrzyżowania turystycznego Tetřeví chata. Idąc nią w kierunku przystanku turystycznego Medvědí hora (Rysí skála) odcinek o długości około 400 m, należy skręcić w prawo w orientacyjną nieoznakowaną ścieżkę i po około 20 m dotrzeć do grupy skalnej i skaliska szczytowego.

### Geologia
Pod względem geologicznym szczyt oraz stoki Medvedí hory należą do jednostki określanej jako warstwy vrbneńskie, a część do jednostki określanej jako kopuła Desny i zbudowane są ze skał metamorficznych, głównie z: gnejsów (plagioklazów), fyllitów, fyllonitów (biotytów, muskowitów, chlorytów), łupków zieleńcowych, amfibolitów, stromatytów i migmatytów oraz skał osadowych, głównie: kwarcytów i meta-zlepieńców.

### Wody
Grzbiet główny (grzebień) góry Pradziad, biegnący od przełęczy Skřítek do przełęczy Červenohorské sedlo oraz dalej do przełęczy Ramzovskiej (cz. Ramzovské sedlo) jest częścią granicy Wielkiego Europejskiego Działu Wodnego, dzielącej zlewiska Morza Bałtyckiego i Morza Czarnego . 
Szczyt wraz ze stokami położony jest na południowy zachód od tej granicy, należy więc do zlewni Morza Czarnego, do którego płyną wody m.in. z dorzecza Dunaju, będącego przedłużeniem płynących z tej części Wysokiego Jesionika rzek i górskich potoków (m.in. płynącej rzeki Divoká Desná oraz płynących w pobliżu stoków potoków: Borový potok czy Tříramenný potok). Ze stoków północno-zachodniego i północnego bierze swój początek kilka krótkich, nienazwanych potoków, będących dopływem rzeki Divoká Desná. W odległości około 920 m na zachód od szczytu na potoku Borový potok, na wysokości około 810 m n.p.m. znajduje się wodospad o nazwie (cz. Vodopád na Borovém potoce) o łącznej wysokości 14 m. Dojście do niego następuje z niebieskiego szlaku turystycznego  biegnącego ze skrzyżowania turystycznego Pod Medvědí horou. Ponadto u podnóża stoku północno-zachodniego, blisko płynącej rzeki Divoka Desná znajdują się dwa owalne połączone ciekiem zbiorniki wodne o długościach odpowiednio (40 i 95) m.

## Ochrona przyrody
Szczyt ze stokami znajduje się w obrębie wydzielonego obszaru objętego ochroną o nazwie Obszar Chronionego Krajobrazu Jesioniki (cz. Chráněná krajinná oblast (CHKO) Jeseníky), a utworzonego w celu ochrony utworów skalnych, ziemnych i roślinnych oraz rzadkich gatunków zwierząt. Na stokach nie utworzono żadnych rezerwatów przyrody lub innych obiektów nazwanych pomnikami przyrody.
Przez stoki i połać szczytową Medvědí hory, na wysokościach (1080–1163) m n.p.m. wyznaczono w 2013 roku okrężną ścieżkę dydaktyczną o nazwie (cz. Naučná stezka Rysí skála) o długości około 2 km na odcinku: 
 Medvědí hora (lan.) – punkt widokowy Rysí skála – szczyt Medvědí hora – Tetřeví chata – Medvědí hora (lan.) (z 10 stanowiskami obserwacyjnymi na trasie)

## Turystyka

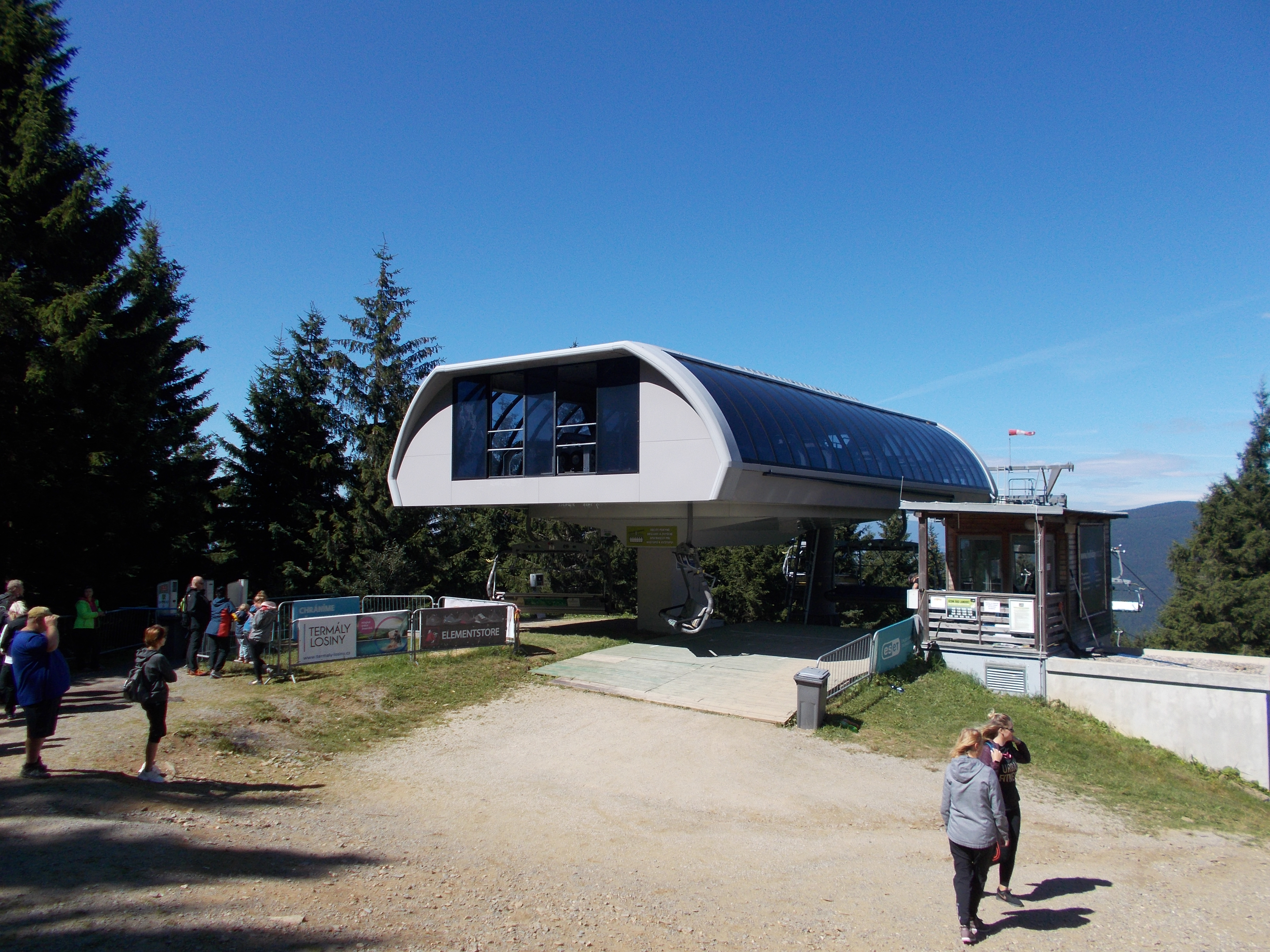
Górna stacja kolejki krzesełkowej na trasie Kouty nad Desnou – Medvědí hora (2020 rok)

U podnóża stoku północno-zachodniego w osadzie Rejhotice, blisko drogi nr 44 położone są dwa pensjonaty Chata Diana i Chata pod Mravenečníkem. Medvědí hora jest chętnie odwiedzana przez turystów, z wieloma możliwościami spędzenia wolnego czasu (turystyka piesza, rowerowa, narciarska, wieża widokowa, bar czy ścieżka dydaktyczna). Stoki Medvědí hory są kluczowe dla położonego przy osadzie Kouty nad Desnou ośrodka narciarskiego (cz. Ski areál Kouty nad Desnou), będącej częścią miejscowości Loučná nad Desnou z bazą hoteli i pensjonatów, oddalonej od szczytu o około 2,5 km w kierunku północno-zachodnim. Do samej miejscowości Loučná nad Desnou jest od szczytu około 4,5 km w kierunku południowo-zachodnim. Natomiast do przełęczy Červenohorské sedlo, ze znajdującym się na niej hotelem Červenohorské Sedlo i bazą pensjonatów jest od szczytu około 4 km w kierunku północnym. W odległości około 600 m na południowy zachód od szczytu zlokalizowano górną stację kolejki krzesełkowej na trasie Kouty nad Desnou – Medvědí hora.
Kluczowym punktem turystycznym jest oddalone o około 820 m na północ od szczytu skrzyżowanie turystyczne Medvědí hora (lan.), z podaną na tablicy informacyjnej wysokością 1125 m, przez które przechodzą dwa szlaki turystyczne, szlaki rowerowe, ścieżka dydaktyczna, trasa narciarstwa biegowego oraz znajdują się w pobliżu: pole startowe narciarskich tras zjazdowych, górna stacja wyciągu krzesełkowego, wieża widokowa czy fast food Bar u Medvěda. 

### Szlaki turystyczne
Klub Czeskich Turystów (cz. Klub Českých Turistů) wytyczył w obrębie stoków lub u jego podnóży cztery szlaki turystyczne na trasach:
 Kouty nad Desnou – góra Skály (2) – przełęcz U obrázku – Dlouhý vrch – Medvědí hora – Kamenec (1) – góra Mravenečník – szczyt Dlouhé stráně – górny zbiornik elektrowni szczytowo-pompowej Dlouhé Stráně – U Okenní štoly
 Pod Medvědí horou – dolina potoku Borový potok – Schnellerův kříž – wodospad Vodopád Borového potoka
 Kouty nad Desnou – dolina rzeki Divoká Desná – U Kamenné chaty – narodowy rezerwat przyrody Praděd – Velký Děd – szczyt Pradziad
 Kouty nad Desnou – góra Hřbety – góra Nad Petrovkou – Kamzík – góra Velký Jezerník – przełęcz Sedlo Velký Jezerník – schronisko Švýcárna – góra Pradziad – przełęcz U Barborky – góra Petrovy kameny – Ovčárna – Karlova Studánka

### Szlaki i trasy rowerowe
Wokół stoków  lub u podnóży przebiegają cztery szlaki rowerowe na trasach:
 Loučná nad Desnou – góra Seč – góra Čepel – góra Mravenečník – Medvědí hora – Kamenec (1) – góra Dlouhé stráně – góra Velká Jezerná – dolina rzeki Divoká Desná – Kouty nad Desnou – góra Černá stráň – przełęcz Přemyslovské sedlo – góra Tři kameny – góra Ucháč – góra Jelení skok – góra Loveč – góra Lískovec – Loučná nad Desnou
 Přemyslovské sedlo – Přemyslov – Loučná nad Desnou – góra Seč – Kamenec (1) – góra Skály (2) – przełęcz U obrázku – Medvědí hora – Kouty nad Desnou
 U Obrazku – Medvědí hora – Kamenec (1) – góra Mravenečník – Margareta (lov. ch.)
 Přemyslov – góra Černá stráň – dolina potoku Hučivá Desná – góra Červená hora – góra Šindelná hora – Suchá hora – Kouty nad Desnou – góra Hřbety – góra Nad Petrovkou – Petrovka
Ponadto przez stok północno-zachodni wytyczono trasy kolarstwa górskiego ośrodka Bikepark Kouty:
 „Koutíkův sen” Górna stacja kolejki linowej – Mědvědí hora – Areál Kouty (lanovka)
 „Stará medvědice” Górna stacja kolejki linowej – Mědvědí hora – Areál Kouty (lanovka)
 „Hřebenovka - Kouty” Górna stacja kolejki linowej – Mědvědí hora – Dlouhý vrch – przełęcz U obrázku – góra Skály (2) – Kouty nad Desnou
 „Uhlířská stopa” Górna stacja kolejki linowej – Mědvědí hora – Kamenec (1) – przełęcz U obrázku – góra Skály (2) – Kouty nad Desnou

#### Podjazdy drogowe
U podnóża Medvědí hory biegnie podjazd drogą nr 44 z miejscowości Loučná nad Desnou na przełęcz Červenohorské sedlo, który jest chętnie pokonywany przez rowerzystów i motocyklistów: 
 (Długość: 11,8 km, różnica wysokości: 506 m, średnie nachylenie: 4,3%, 9 pętlic drogowych)

### Trasy narciarskie
W okresach ośnieżenia wzdłuż niektórych szlaków turystycznych i rowerowych przebiegają trasy narciarstwa biegowego. W obrębie stoków Medvědí hory poprowadzono cztery główne trasy narciarstwa zjazdowego z odpowiadającymi im wyciągami, wchodzących w skład ośrodka narciarskiego o nazwie (cz. Ski Areál Kouty nad Desnou):
| Główne trasy narciarstwa zjazdowego z wyciągami z góry Medvědí hora |               |                 |                     |                   |                   |
| Lp.                                                                 | Trasa i nazwa | Długość trasy m | Różnica wysokości m | Rodzaj wyciągu    | Długość wyciągu m |
| 1                                                                   | U vrtulí      | 650             | 100                 | orczykowy         | 650               |
| 2                                                                   | Medvědí       | 2150            | 500                 | kolej krzesełkowa | 1933              |
| 3                                                                   | Hřebenovka    | 2450            | 500                 | kolej krzesełkowa | 1933              |
| 4                                                                   | Pohodová      | 3050            | 520                 | kolej krzesełkowa | 1933              |